# Eric Julius Svensson
Eric Julius Svensson, född 21 januari 1920 Vitaby församling, Kristianstads län, död 7 oktober 1995 i Slottsstadens församling, Malmö, var en svensk konstnär. 
Svensson studerade vid Essem-skolan och för professor Helge Nielsen 1950–1953. Han arbetade i nära anknytning till skånsk och dansk målartradition med framför allt landskapsmåleri från Skåne, men även porträtt och stilleben. Utställningar bland annat vid Liljevalchs och i Sveriges Allmänna Konstförenings Vårsalong i Stockholm, Skånes konstförening, Malmö, Trelleborg, Hörby. 
Han var under 1950–1990-talen medlem i Arildsgruppen (sedermera Konstnärernas Samarbetsorganisation, KSO) och verksam vid Konstnärshuset i Arild, deltog med dessa i ett stort antal utställningar över hela landet. Var även medlem i Skånska konstnärsklubben och KRO. Representerad på Malmö konstmuseum, Ystads konstmuseum, Helsingborgs stadsmuseum och Smålands museum i Växjö. Svensson är begravd på Limhamns kyrkogård i Malmö.